# تراودونا-موناته
تراودونا-موناته (به ایتالیایی: Travedona Monate) یک کومونه در ایتالیا است که در استان وارزه واقع شده‌است. تراودونا-موناته ۹ کیلومتر مربع مساحت و ۳٬۳۳۶ نفر جمعیت دارد.